# 洪仪站
洪儀站（韓語：홍의역）是朝鮮民主主義人民共和國罗先特别市的一個鐵路車站，属于咸北线和洪仪线。

## 邻近车站
咸北线
四会站 - 洪仪站 - 水沟站
洪仪线
洪仪站 - 豆滿江站